# Pikku-Lemurit
Pikku-Lemurit består av två små öar i Bottenviken, belägna i Karleby kommun i Finland, strax öster om Iso-Lemuri.
- Pikku-Lemurit (norra), 63°55′14″N 23°14′16″Ö / 63.9206°N 23.2379°Ö (0,8 ha)
- Pikku-Lemurit (södra), 63°55′10″N 23°14′18″Ö / 63.9194°N 23.2384°Ö (0,6 ha)